# مانابو واتانابي
مانابو واتانابي (باليابانية: 渡部 学) (5 أكتوبر 1986 في أوساكا في اليابان – )؛ هو لاعب كرة قدم ياباني سابق كان يلعب كمهاجم.

## وصلات خارجية
- مانابو واتانابي على موقع رابطة كرة القدم اليابانية للمحترفين (اليابانية)